# 比德兰
比德兰（法語：Budling，法語發音：[bydlɛ̃]；洛林法兰克语：Bidléngen）是法国摩泽尔省的一个市镇，属于蒂永维尔区。

## 地理
比德兰（49°20'48"N, 6°21'21"E）面积5.73 平方千米，位于法国大東部大區摩泽尔省，该省份为法国东北部内陆省份，是洛林的一部分，西南接默尔特-摩泽尔省，东临下莱茵省，北与卢森堡和德国接壤。
与比德兰接壤的市镇（或旧市镇、城区）包括：比丹、安格朗日、乌德雷讷、韦克兰。

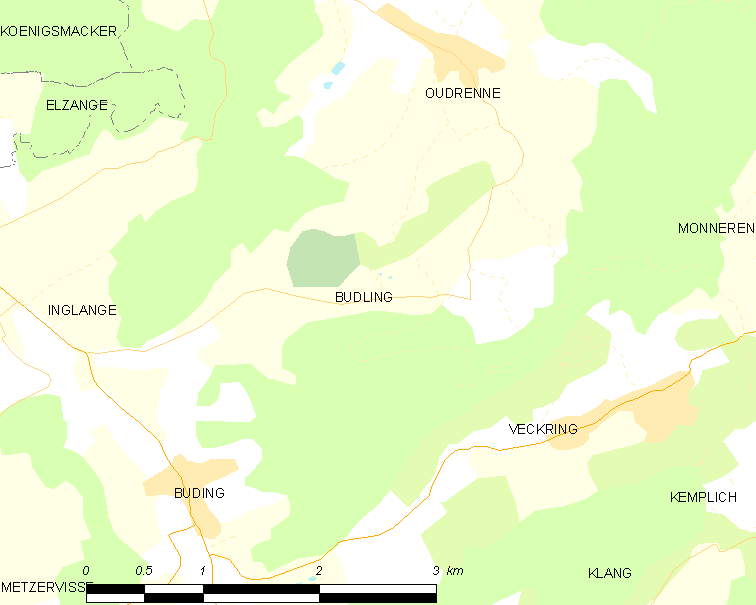
比德兰的OSM定位图

比德兰的时区为UTC+01:00、UTC+02:00（夏令时）。

## 行政
比德兰的邮政编码为57970，INSEE市镇编码为57118。

## 政治
比德兰所属的省级选区为梅采维斯县。

## 人口

1962-2008年间比德兰人口变化图示

比德兰于2022年1月1日时的人口数量为160人。